# Base roubada

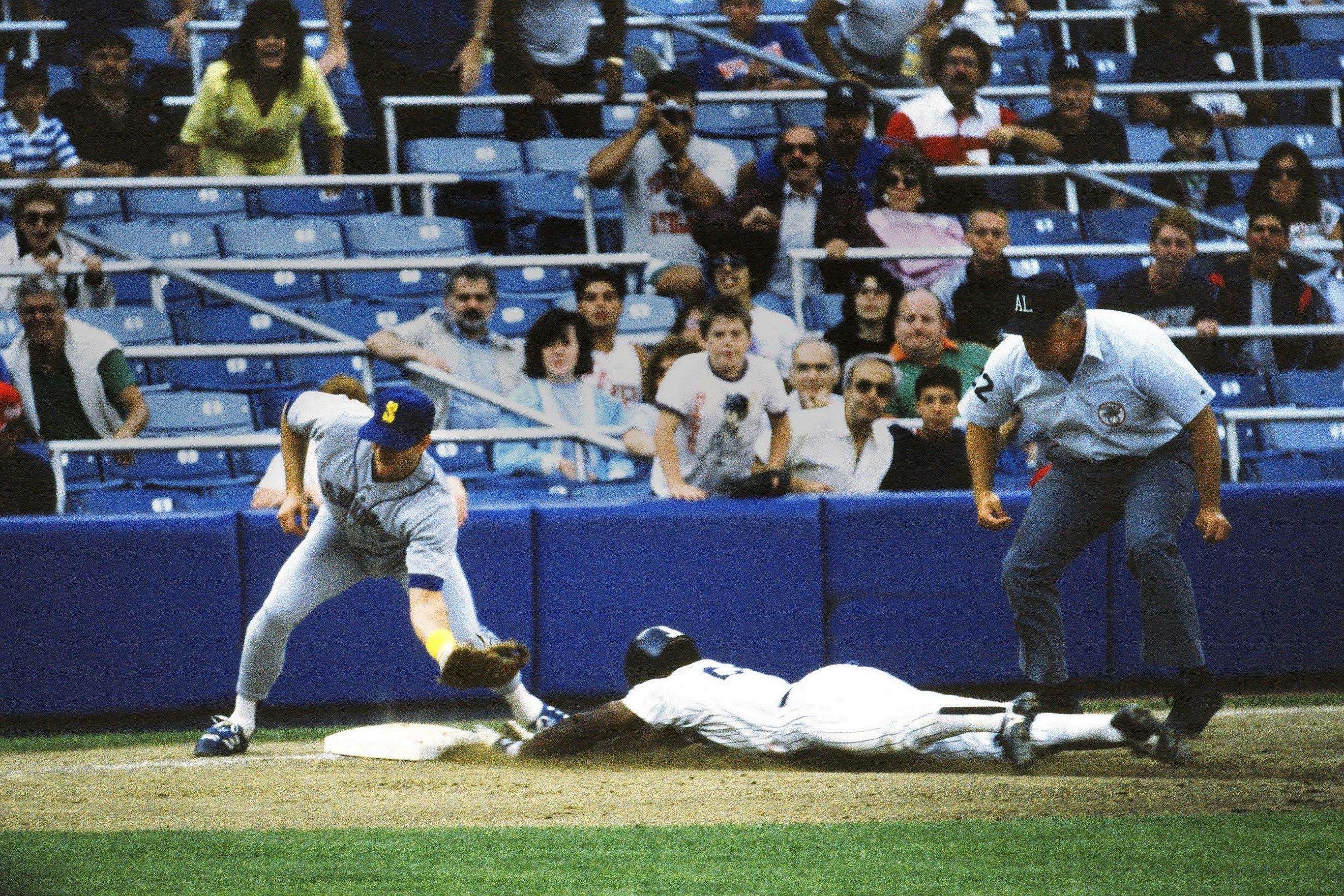
Corredor roubando uma base.

No beisebol, uma base roubada (stolen base, SB) ocorre quando um corredor avança com sucesso à próxima base enquanto o arremessador está enviando a bola à home plate. Requer, sobretudo, rapidez, além de timing de fração de segundos.